# Wegweiser (Salzberg, Bad Kissingen)

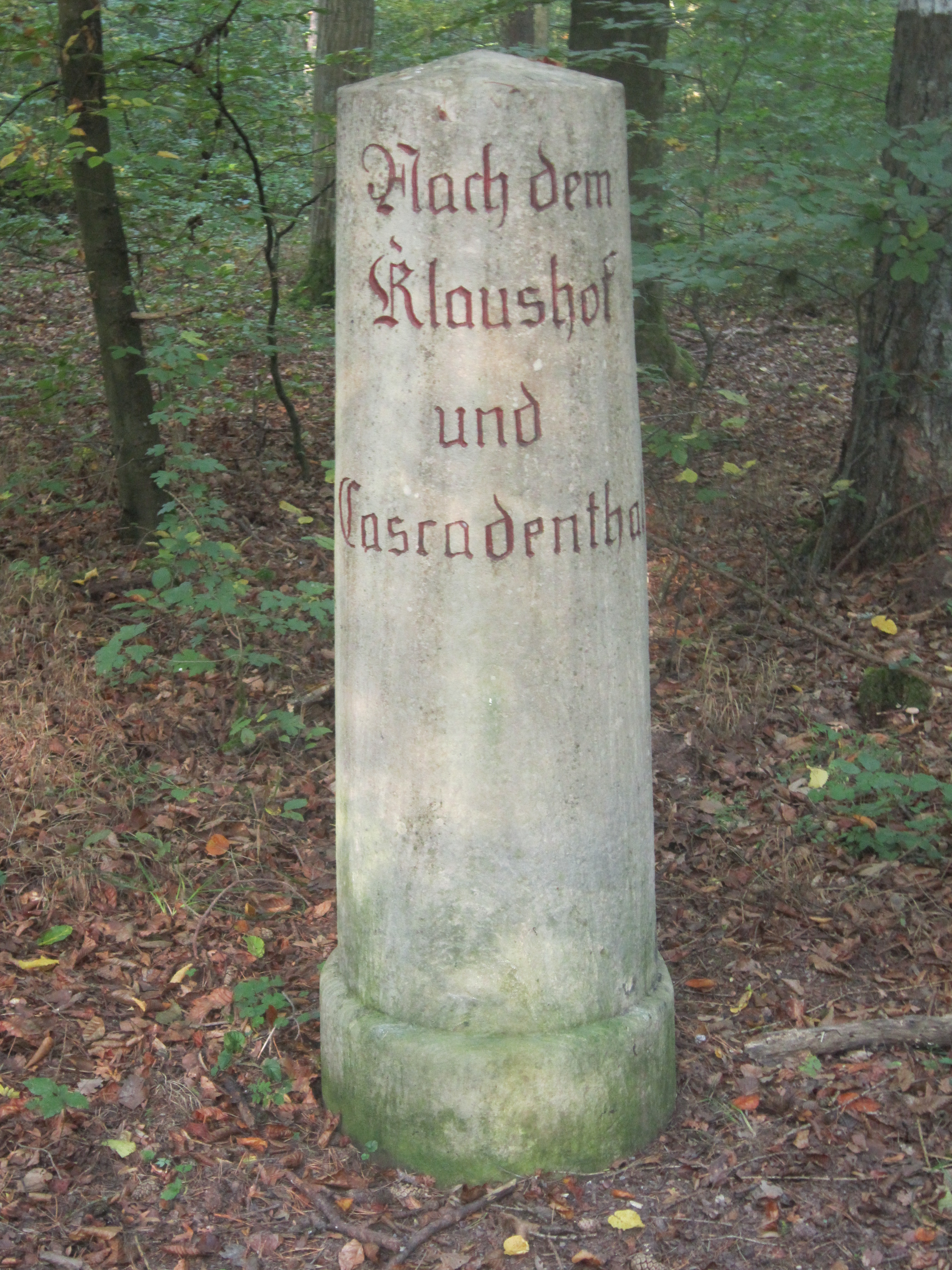
Wegweiser auf dem Salzberg in Bad Kissingen.

Dieser Wegweiser ist eine Wegweisersäule in Bad Kissingen, der Großen Kreisstadt des unterfränkischen Landkreises Bad Kissingen. Er gehört zu den Bad Kissinger Baudenkmälern und ist unter der Nummer D-6-72-114-368 in der Bayerischen Denkmalliste registriert.

## Beschreibung
Der Wegweiser aus Sandstein entstand im späten 19. Jahrhundert.
Der 140 cm hohe Stein ist nach Art der alten Meilensteine geformt. Er sitzt auf einem runden Basisstein und verjüngt sich konisch von unten nach oben von einem Durchmesser von 42 cm zu einem Durchmesser von 36 cm und endet in einer flachen Spitze.
Der Wegweiser trägt eine Inschrift in gotischer Frakturschrift:

„Nach dem

Klaushof

und Cascadenthal“

Ein weiterer Wegweiser auf dem Salzberg, der Hußleinstein weist den Weg zur Wildfuhr und nach Bad Kissingen.